# أوجه بوغومو (كيبك)
أوجه بوغومو (بالإنجليزية: Oujé-Bougoumou, Quebec)‏ هي منطقة سكنية تقع في كندا في كيبك. يقدر عدد سكانها بـ 725 نسمة ومساحتها 2.54 كم2 وترتفع عن سطح البحر 372 متر.